# یاسنایا پالیانا

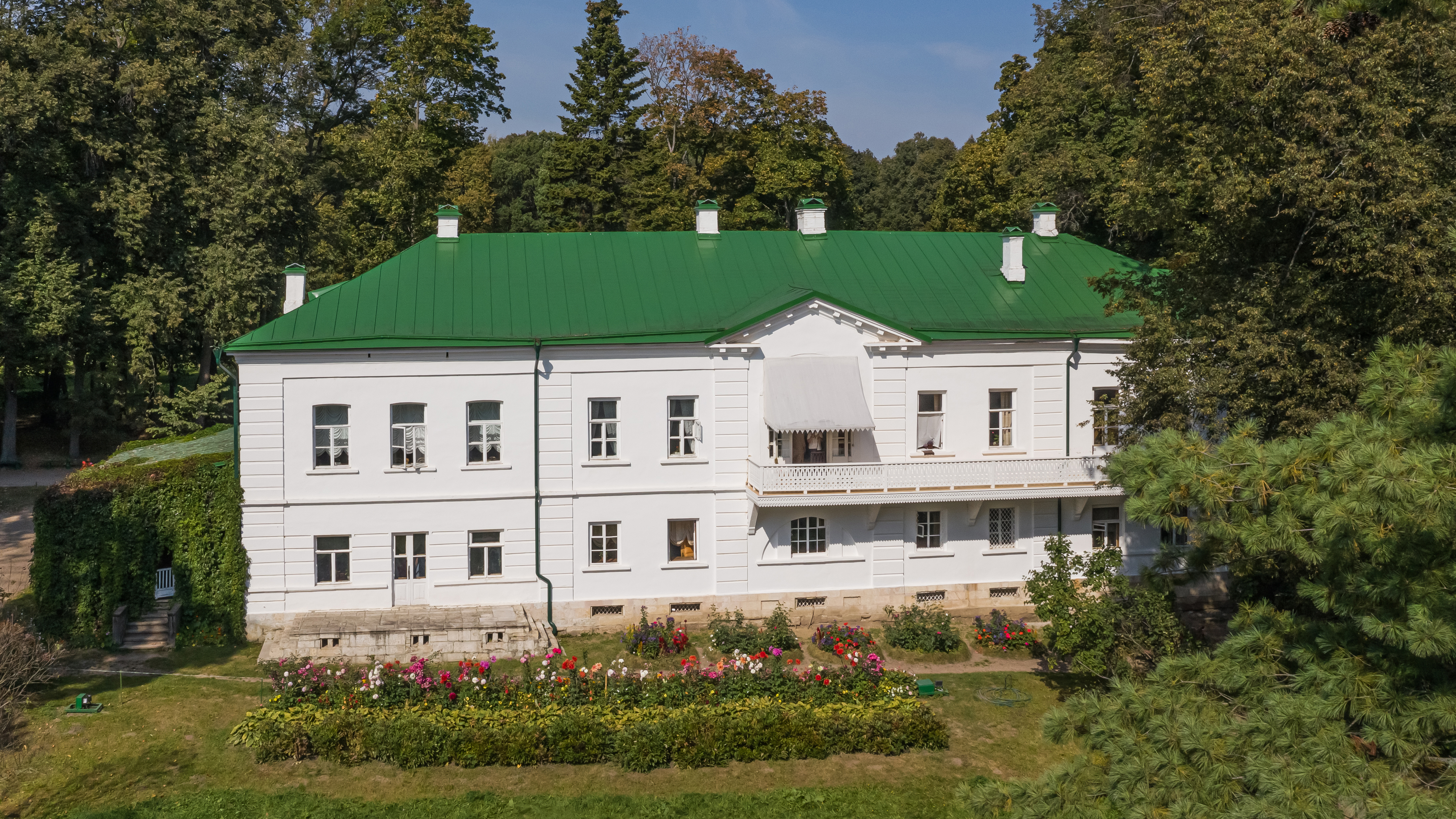
خانهٔ لئو تولستوی در یاسنایا پالیانا.

یاسنایا پالیانا (روسی: Я́сная Поля́на؛ IPA: [ˈjasnəjə pɐˈlʲanə]) ادبی: "بیشهٔ درخشان") خانه، نویسندهٔ معروف لئو تولستوی است. و در ۱۲ کیلومتر (۷٫۵ مایل) شمال غربی تولای روسیه، و ۲۰۰ کیلومتر (۱۲۰ مایل) مسکو قرار دارد.